# البرغلية
البرغلية هي إحدى القرى اللبنانية من قرى قضاء صور في محافظة الجنوب.